# Владимир (име)
Владимир (стсл. Владимѣръ) је старо словенско мушко име које се среће међу словенским народима, најчешће у Русији, Србији, Републици Српској, Хрватској, Словенији, Бугарској и Македонији. Занимљиво је да постоји и у Шпанији. Представља сложеницу речи „владати“ и „мир“. Према неким изворима ово име у пренесеном значењу се тумачи као „познати принц“ или само „принц“ који „влада достојанствено“ или „влада у миру“. Календарско је име, јер означава руског свеца, великог кнеза из 11. века.

## Имендани
Имендани су у Словачкој 24. јула, у Бугарској и у Француској 15. јула и у Чешкој 23. маја. Облик који се користи у Чешкој и Словачкој је Vladimír.

## Историја
Постоји претпоставка да је настало у руском језику од скандинавског имена Waldemar, али је мало вероватна с обзиром на то да се Владимир као име јавља у најранијој историји Јужних Словена.

## Популарност
У САД је ово име имало највећу популарност 1990. године и од тада до 1995. и од 1997. до 1998. било је међу првих 1.000 имена у тој земљи. У Србији је ово име у периоду од 2003. до 2005. било на 35. месту, у Чешкој 2008. на 49. месту, а у Квебеку 2007. међу првих деветсто.

## Изведена имена
Од овог имена изведено је име Владимирка.